# とんぼ (テレビドラマ)
『とんぼ』は、1988年10月7日から同年11月25日まで、TBSで放送されていたテレビドラマである。放送時間は、毎週金曜21:00 - 21:54（JST、第1回のみ、21:00 - 22:24）。全8回。長渕剛の5作目の主演連続テレビドラマ作品。第7回向田邦子賞受賞作品。
ヤクザである主人公の小川英二と所属組織である八田興業との抗争を描いた作品であり、現代社会における無関心な状況に対し問題提起した内容となっている。妹のあずさ役として仙道敦子、恋人役として秋吉久美子が出演している他、弟分として哀川翔が出演しており、本作で実質俳優初挑戦となった哀川は以降本格的に俳優業に乗り出すことになった。
スタッフはテレビドラマ『親子ジグザグ』（1987年）から引き続きプロデューサーは柳井満、脚本は黒土三男が担当している。本作は長渕と黒土の会話の中から着想された作品であり、随所に長渕自身によるアイデアが採用されている。ヤクザが主人公である事や、一部の過激な描写を巡ってプロデューサーと長渕、黒土は対立する事となるも、黒土による「見てくれる人たちこそ喜ばせたい」との信念から当初の予定通りに収録が行われた。しかし、後年プロデューサーの柳井は対立があった件を否定している。
後に本作の主要キャストが出演した映画『オルゴール』（1989年）が公開された。また、本作の続編としてフジテレビ系テレビドラマ『英二ふたたび』（1997年）がスペシャル番組として放映された他、映画『英二』（1999年）が公開された。

## 概要
家族、親子を描いたドラマに出演していた長渕が、ヤクザが主人公という新しいテーマに挑んだ、人間愛を根底にした骨太のドラマであり、本作の主演を果たしたことによって役者・長渕剛がカリスマ性を有するに至った作品。ヤクザの主人公が不愉快なこと、間違っていることに対し真正面からぶつかっていく姿、激しい生きざまを通して、男の美しさ、悲しさが描かれている。過激な暴力シーンなどゴールデンタイムにはそぐわない内容だったが、当時長渕剛が人気絶頂だったこともあり、平均約18％と高視聴率を記録した。
英二が本作で乗っていた車、メルセデス・ベンツ500SELのナンバーは『品川33 や 893（ヤクザ）』だったことも話題となった。
1989年8月に双葉社より、本作のシナリオ本が出版されたが、一部に放送作品とは異なる場面がある。
2006年にはDVD-BOXの発売が予定されていたが、制作・発売元であるTBSにより発売中止とすることが決定された（理由については不明）。
2019年6月21日、長渕剛公式LINEアカウントにて同年9月21日に発売中止になっていたDVD-BOXとBlu-rayBOXの発売が発表された。7月5日には各種メディアにて正式にDVD-BOXとBlu-rayBOXの発売が発表された。また、同日にはTBS系バラエティ番組『ぴったんこカン・カン スペシャル』において、DVD-BOXとBlu-rayBOXの発売を記念したスペシャル企画が放送され、主演の長渕の他、哀川翔、仙道敦子、石倉三郎などが出演し、製作当時の状況などを語った。なお、ソフト化にあたって劇中でカーラジオから流れるサザンオールスターズの楽曲「みんなのうた」（1988年）は長渕の楽曲「巡恋歌」（1978年）に差し替えられた。

## あらすじ
2年の刑期を終え、出所した暴力団八田組の若頭・小川英二。しかし、出迎えに来たのは舎弟分の水戸常吉だけだった。
英二が服役中に、さまざまな問題が起きていた。妹・あずさは勝手に大学を中退して喫茶店で働いていたり、恋人・夏実は英二が刑務所に入ってすぐに他の男と付き合っていた。また英二は刑務所の中で八田組のさまざまな裏事情を握っていた。英二の下克上を恐れた組長・八田昇は英二を始末しようと企んでいた。そんな中、あずさの働く喫茶店のオーナー・波子と出会い、波子は英二に想いをよせていき、また英二も波子のことを気になりかけていた。

## キャスト
小川英二（おがわ えいじ）
演 - 長渕剛
本作の主人公で暴力団八田組の若頭。
小川あずさ（おがわ あずさ）
演 - 仙道敦子
英二の歳の離れた妹。内緒で常吉と交際している。
水戸常吉（みと つねよし）
演 - 哀川翔
英二の舎弟。ツネと呼ばれている。あずさと交際しており、そのことが原因で英二から破門を言い渡されるがその後も彼を慕い続けた。ヤクザから足を洗った後は河合の元で板前としての修行を始めるが、八田の謀略に巻き込まれて組員から凄惨な暴行を受けて生死の境を彷徨うものの一命は取り止め意識を回復させた。
宮沢波子（みやざわ なみこ）
演 - 秋吉久美子
あずさの働いている喫茶店「ベティブルー」のママ。英二と交流を重ねる内に恋仲となり彼の子を宿す。
河合松次郎（かわい まつじろう）
演 - 植木等（特別出演）
小川兄妹の親代わり。小料理屋「松」を営んでいる。
八田昇（はった のぼる）
演 - 中野誠也
八田組組長。英二の器量を恐れており彼が服役するように仕向けて、出所した後も下克上を警戒して様々な謀略や手段を使って始末しようと目論む。最後は非道なやり方に激怒した英二に刺されて命を落とす。
峰山（みねやま）
演 - 堺美紀子
八田の秘書。八田曰く慶応大の法学部卒。終盤で八田に見切りをつけて彼を始末して英二に取り入ろうとするが、拒絶され失敗に終わる。
石橋（いしばし）
演 - ピース（ゆーとぴあ）
八田組組員。英二が出所するまで英二のシマを任されていた。嫌味な性格で、1話で英二から鉄拳制裁を受け、乗り回していた英二のベンツを奪い返される。7話で鉄の殺害を命令した人物が八田であることを吐かされ木刀で頭を殴られる。その後の生死は不明。
田所（たどころ）
演 - 楠大典
八田組組員。石橋の舎弟。7話で行われた鉄殺害の実行役。
タツ
演 - 田辺達也
八田組組員。
ディーラー
演 - 田中松五郎
八田組組員。
直
演 - 寺島進
石橋の舎弟。通称ピアス。6話で英二を煽るように挑発した事で耳を切り落とされる。その後、英二に対して強い恨みを抱きあずさを付け狙ったり常吉への暴行にも加担するが、最終回で八田の居場所を探す英二に痛めつけられる。また、最終回における英二襲撃の実行犯の一人。
シロー
演 - 山口年美
八田組組員。
ケン
演 - 藤原益二
八田組組員。
鉄（てつ）
演 - 石倉三郎
八田組組員。英二とは兄弟分で「鉄ちゃん」と呼ばれている。組内で唯一英二に協力的な姿勢を見せる。後に八田から英二の殺害を命じられた際は詫びを入れさせて仲を取り持とうと奔走するが、不要と見做されて始末される。
美代子（みよこ）
演 - 深谷みさお
鉄の妻。
浩
演 - 那知武敏
鉄の息子。
京子
演 - 高松涼子
鉄の娘。
夏実（なつみ）
演 - 竹井みどり
2年前まで英二と交際しており、英二が刑務所に入った途端に別の男と結婚していた。
水戸とみ子（みと とみこ）
演 - 山田昌
常吉の母。胃が悪く、手術を受けるために上京してきた。常吉の頼みで英二が手術料を負担し、その後無事に回復して田舎に帰った。
清水（しみず）
演 - 石井洋祐
ベティブルーのバーテン。
マリ子
演 - 三沢恵里
ベティブルーのウェイトレス。
静枝（しずえ）
演 - 水木薫
水商売の女。
ガードマンの若者
演 - 遠山俊也

足立（あだち）
演 - 阿野伸八

板木
演 - 大久保英一

看守
演 - 正木秀

三島（みしま）
演 - 児玉頼信

露天商
演 - 武川信介

政
演 - 太田真人
秀寿司。
はつ
演 - 大方斐紗子
そば屋。
中年の主婦
演 - 前沢保美

少年
演 - 佐野健

田尻
演 - 渡辺司

江津
演 - 友田ゆりこ

若者
演 - 太組富士雄、石川恵久、南雲由記子

次郎
演 - 中村悦司
高校生。
実
演 - 斉藤拓
高校生。
徹
演 - 金沢勝弘
高校生。
健吾
演 - 鈴木一弘
高校生。
高志
演 - 飯田敬
高校生。
正一
演 - 太田浩人
高校生。
美女
演 - 伊藤ルリ子

丸井幸司（まるい こうじ）
演 - 坂元貞美

ブティック店員
演 - 竹井マリ、石井リエ、栗山有美子

菊奴
演 - 長尾みか代

花奴
演 - 石森かずえ

芸者
演 - 西美子、芳野亜梨沙

田丸（たまる）
演 - 内山森彦
刑事。
早川（はやかわ）
演 - 中村ブン
警官。
峰岸
演 - 山崎勘太
警官。
君津
演 - 泉川健
警官。
美代
演 - 吉村奈美子

中西典夫（なかにし のりお）
演 - 山本紀彦
常吉の母の主治医。英二に賄賂をもらって手術を請け負う。
江口
演 - 冨士原恭平
インターン生。
二見
演 - 倉明健
インターン生。
看護婦
演 - 朝倉沙友美

秋元
演 - 島田果枝
婦長。
タクシー運転手
演 - 桑名良輔
阿部
演 - 白岩久尚

沢木
演 - 津川誠

寿司屋
演 - 三田恵子、萩原等司

山村
演 - 西村淳二
電気屋主人。
実
演 - 宇田茂雄
電気屋店員。
ベティブルー客
演 - 信達也圭

千代子
演 - 木村翠
マンション住人。
男
声 - 森富士夫

女
声 - 由花ゆかり

民子
演 - 遠藤暁子
料亭の女将。
原田
演 - 三原聰
中華飯店のウエイター。
伊能三郎（いの さぶろう）
演 - 大滝秀治（特別出演）
元マル暴の刑事で英二とは旧知の仲。冤罪で捕まった英二を助けた。
竹尻建造（たけじり けんぞう）
演 - 梅宮辰夫
広島の叔父貴。八田とは兄弟分。英二を広島に誘ったり、八田に脅しをかける等、英二に協力的。

## スタッフ
- 原案：長渕剛
- 脚本：黒土三男
- プロデューサー：柳井満
- 音楽：城之内ミサ

## 主題歌
「とんぼ」
- 歌・作詞・作曲：長渕剛
- 編曲：瀬尾一三、長渕剛
長渕は本ドラマの撮影開始の数ヶ月前に演出家の大岡進の元を訪れ、突然カセットテープを取り出し「この曲を聴いてくれ」と要求した[10]。その時点では主題歌として使用するのか、ドラマのイメージを歌にしただけなのかは決まっていなかったという[10]。また、劇中で使用されている音楽は全て長渕が作曲、演奏を行っており、用意した曲がシーンに合わない場合は「一晩待ってくれ」と要求して次の日に7曲から8曲ほど制作していた[11]。大岡は「テレビドラマでアコースティックギターだけの劇伴はすごくめずらしい」と語っている[11]。

## 製作
本作は『うさぎの休日』（1988年）で脚本を務めた黒土三男と長渕が、伊豆のロケ帰りの車の中で「日常生活では頭にくることがいっぱいあるけど、面と向かってはなかなか言えない。ケンカもしたくない。でも言おうよ」といった会話から生まれた作品である。着想の原点は「世の中の不条理を究極の形を借りてやっつける」社会派のドラマを長渕が要求したことから始まっている。本作の方が先に放映されているが、『うさぎの休日』の撮影自体は1988年初頭に終わっていた。その伊豆ロケ撮影の帰りの車の中で長渕は黒土と共にヤクザを主人公にする事を決定する。二人の話し合いの中で「原宿あたりのハイカラなやからを"気に入らねぇ"と突っかかる」、「渋滞に巻き込まれた時に"どけや!"と前の車にぶつける」、「交通整理を行う若者には"がんばれよ"とお金を渡す」などのキャラクターイメージが創作された。ヤクザを主人公とした事に関して長渕は、「義理人情がきちんとあるヤクザ、俺らが憧れたヤクザだな。（中略）そういう必要なヤクザに、不条理をぶった斬ってもらいたかった」、「筋が一本通ってる親分。どちらかというと俺らの味方、弱い者の味方のヤクザを作ろうやと。業界も社会も日本もぶっとばせっていう気持ちで作ったのは確か」と語っている。
当初の企画書の段階では「田舎から出て来た若者が、東京でさまざまな事件に遭遇して、成長していく」としか書かれておらず、主人公がヤクザである事は伏せられていた。プロデューサーの柳井満と長渕とのドラマは既に4作品制作されているという実績から企画が通る事は確実視されていたが、ほとんどのスタッフが主人公がヤクザである事を知らない段階であった。本作は黒土とテレビ局のプロデューサーである柳井とで志向が全く異なっていたため、最初から対立する形となり、困難な状態から制作が開始された。しかし、長渕は「本当のドラマを本気で創ろう」との意気込みで、テレビドラマとしての規制など考慮せず、この作品でテレビ局から出入り禁止になったとしても構わないとのスタンスで臨んでいた。長渕は柳井に対して感謝の念があったものの、テレビ業界の点数至上主義に対する嫌悪感から変革を求めて主張を通す事を決定した。
黒土はプロデューサーの意見に全く耳を貸さず、自身の信念を貫く形で制作を続けた。通常は脚本が出来上がった段階でプロデューサーとの間で打ち合わせを行う所が、本作ではそれが困難なため、黒土は主演の長渕との間で打ち合わせを行っていた。テレビ局側はこの姿勢に対し不快感を示していたが、結果として黒土は最後までこのスタイルでドラマ制作を進行した。本作に関し黒土は「『とんぼ』では、彼（長渕）の作家としての豊かなイマジネーションが脚本の随所に秘められている。それは私とのキャッチボールの中で、互いの殴り合わんばかりの闘いを繰り返しながら、苦しみ生まれ出たものである」と語っている。プロデューサーの柳井は現場を離れる事となり、演出家の大岡進がドラマの制作を推奨したために本ドラマは実現する事となった。しかし、柳井曰く本ドラマは本来4月に放送される予定だったが長渕側がその時期に別の仕事を入れてしまい、そちらを優先させた事から10月に延期になり、その時期は『3年B組金八先生』（1979年 - 2011年）の放映が重なっており、柳井は2本同時にプロデュースする事で多忙のために現場に赴く時間がなかったと述べている。通常は主演俳優と美術部が接触する機会はない事が多いが、美術スタッフは判断に困った際に長渕に相談していた。また長渕が突然発する荒唐無稽なアイデアにもスタッフは一丸となり要求に応えていたという。
タイトルバックで海の中から現れるシーンのアイデアは長渕によるものであり、フロットコート、山高帽、コウモリ傘という装飾は全て長渕が自前で用意したものである。第一回の冒頭の刑務所のシーンは同局のテレビドラマ『塀の中の懲りない面々』（1987年 - 1990年）のために製作された刑務所のセットを使用している。また同じ回の暴力シーンでは殺陣師を用意したものの、長渕は殺陣師のアクションに異論を唱え、自ら「蹴った勢いで自分が倒れるくらい、ふらふらしながら蹴る」という演技を行った。殺陣師は「やり過ぎだ」と否定したものの、長渕は「いま気持ちが高ぶっていて、こういうふうにしかできない」と殺陣師を説得した。第六話の英二が直の耳を切り落とすシーンに関しては、前日に長渕から大岡に対して「耳を用意してくれ」と要求があり、理由を尋ねると「チンピラが生意気なことを言うから耳をきる」、「そうしないと、俺が収まらない」と長渕は答えたが、大岡はこれを拒否し電話を切った。しかし、十分程後に再度長渕から電話があり、「耳を切らなきゃダメなんだ」との要求があった事から大岡は急いで美術スタッフに連絡し用意させたという。このシーンの影響でスポンサーが降板する可能性を恐れ、営業担当者はスポンサーに完パケを渡さず、後にスポンサーより「今度こういうシーンがあったら降りる」と苦情が来た事が判明している。しかし柳井は本ドラマに関して「社内的に『とんぼ』はまったく問題のなかった作品です。放送前に『今度のドラマの内容は大丈夫か?』なんて訊かれるようなことはなかったし、放送してからもなにも言われませんでした。放送後にもなし。これが事実です」と述べている。
第八回ラストシーンの英二がナイフで刺され血まみれになりながら足掻いているシーンに関して、長渕からの要望は「刺された数だけ血が出るはずだ」、「たばこを吸いたい」の2点であった。このシーンはすべて長渕のアドリブによる演技であり、リハーサルもなく一発撮りで撮影が行われた。長渕自身も英二になり切っており、「本気で死ぬ」と思って演技をしていた。また、撮影だという事に気づかず途中で警察のパトカーが来たために車両部のスタッフが必死で警察を止めていたという。
哀川が水戸常吉役に決まった経緯にはお笑いタレントの勝俣州和が関係している。矢沢永吉のファンであった哀川から哀川の自宅でキャロルの解散ライブ・ビデオ『燃えつきる キャロル・ラスト・ライブ』（1984年）を観せられた勝俣は、矢沢ファンではないため無関心な様子であった事から哀川に「なんなんだよお前」と言われ、それに対して「実は長渕剛ファンなんです。最近出た『LICENSE』というライブビデオがあるんで、自分はキャロルのビデオを観るんで、翔さんはそのビデオを観てください」との交換条件を出した。勝俣はその後哀川に対してビデオを鑑賞したか確認するも、数度に亘り「観てない」と答えた哀川であったが、後日長渕主演の本作が製作されると発表されたときに、弟分役が哀川だと知って驚いたという。後に勝俣が哀川に尋ねると、長渕のビデオを観て感動した哀川はその勢いで武道館コンサートを一人で観覧した所、長渕の妻である志穂美悦子に促されて長渕の楽屋を訪れる事となり、弟分役を誰にするか決めかねていた長渕は哀川を見て「ツネが来た!」と感じた事からその場で哀川が水戸常吉役に決定したという。

## 放送日程
| 話数 | サブタイトル 放送回      | 放送日        | 演出       | 視聴率 |
| ---- | ------------------------ | ------------- | ---------- | ------ |
| 01   | 「アニキが帰ってきた街」 | 1988年10月7日 | 大岡進     | 16.4%  |
|      |                          |               |            |        |
| 02   | 「いつかの少年」         | 10月14日      | 大岡進     | 18.2%  |
|      |                          |               |            |        |
| 03   | 「ふたりの始まり」       | 10月21日      | 竹之下寛次 | 17.1%  |
|      |                          |               |            |        |
| 04   | 「東京のバカヤロー!」    | 10月28日      | 清弘誠     | 16.3%  |
|      |                          |               |            |        |
| 05   | 「遠い記憶」             | 11月4日       | 大岡進     | 18.7%  |
|      |                          |               |            |        |
| 06   | 「闇の中の光」           | 11月11日      | 清弘誠     | 16.4%  |
|      |                          |               |            |        |
| 07   | 「明日なき道へ」         | 11月18日      | 大岡進     | 19.8%  |
|      |                          |               |            |        |
| 08   | 「海を見た日に」         | 11月25日      | 大岡進     | 21.8%  |
|      |                          |               |            |        |

## 作品への評価

### 影響
本ドラマの放映後、主人公の小川英二を模倣する若者が多数存在した事に関して長渕は、「"ざまあ見ろ!"って感じだった」と語り、体制に対する戦いが始まったとの感触を得たと述べている。また、長渕本人も撮影が終わった後にも役から抜けられず、周囲のスタッフに対して暴力的になっていたと語っている。さらに、本職のヤクザから「英二さん、カッコいいっすね」と声を掛けられた事もあるという。長渕は撮影後には必ず黒土の家を訪れており、親交を深めていった。

### 評論家による評価
- 文筆家の矢吹光は本作に関して、「現代の表社会における無関心な状況に対する怒りと、逆説的なおもしろさを独特な感性と力感で描き上げた」、「プロデューサーと最初から対立したという黒土の『見てくれる人たちこそ喜ばせたい』という信念が、脚本家と主演俳優という立場を超えた共同作業に結集され、名作の誕生となった」と肯定的な評価を下している[28]。

- 黒土は本作と『うさぎの休日』の2作品で第7回向田邦子賞を受賞している。

## 関連商品
音楽
- 昭和 (アルバム)（1989年、東芝EMI） - 主題歌「とんぼ」を収録している。
- ふざけんじゃねぇ（1997年、フォーライフ・レコード） - 「英二」という曲を収録している。

書籍
- とんぼ（1989年、双葉社） - 黒土が書き下ろした小説版。

Blu-ray＆DVD
- とんぼ・DVD-BOX（2019年9月21日、BBJ-3368B／発売元：TBSグロウディア｜販売元：ハピネットピクチャーズ）
- とんぼ・Blu-ray-BOX（2019年9月21日、BBXJ-2122／発売元：TBSグロウディア｜販売元／ハピネットピクチャーズ）